# Udev
udev steht für userspace /dev (/dev steht für Gerätedatei; siehe engl. device = Gerät) und ist ein Programm, mit welchem der Linux-Kernel Gerätedateien für die Datenein- und -ausgabe (Input/Output) verwaltet.
udev ersetzt seit dem Kernel 2.6 das früher genutzte devfs-Dateisystem, dessen Aufgaben es damit übernimmt. Genauso wie devfs verwaltet udev das /dev-Verzeichnis, welches die speziellen Gerätedateien enthält, um von Programmen aus auf die vom System zur Verfügung gestellten Geräte zuzugreifen.
Mit der Einführung von udev waren sowohl udev als auch devfs im Kernel enthalten. Seit Ende Juni 2006 ist nur noch udev enthalten, devfs wurde vollständig entfernt.
Am 3. April 2012 wurde udev in systemd mit der Begründung aufgenommen, dass Hotplugging ein integraler Bestandteil von systemd sei und sich der administrative Aufwand beider Projekte sowie redundanter Code durch einen Merge reduzieren ließen. udev wurde somit zu einem Bestandteil von systemd 183.

## Arbeitsweise
udev überwacht und wertet hotplug-Ereignisse aus. Finden sich dort Informationen über ein neu angeschlossenes Gerät, werden zu diesem Gerät vorhandene zusätzliche Informationen dem sysfs-Dateisystem entnommen und eine neue Gerätedatei im /dev-Verzeichnis erzeugt. Dabei ist der für die spezielle Datei verwendete Name und die Zugriffsberechtigung frei durch Regeln konfigurierbar.

## Konfiguration
Installiert man udev, so findet man die Standardregeln unter /etc/udev/rules.d/50-udev.rules.
Um die eigenen Regeln anwenden zu können, sollte man diese Datei nicht verändern, sondern eine neuere mit kleinerer Nummer erzeugen, zum Beispiel /etc/udev/rules.d/10-udev.rules. Somit ist gewährleistet, dass diese Regeln zuerst erkannt werden.
Wurde eine Regel gefunden, so wird diese, und auch jede passende folgende, angewandt.

## Vorteile
Im Unterschied zu devfs, welches im Linux-Kernel selbst integriert war, arbeitet udev im userspace, wird also als normales Programm gestartet. Die Verwaltung und Namensgebung der angeschlossenen Geräte liegt dadurch nicht mehr beim Kernel und ist somit einfacher konfigurierbar.
Weitere Vorteile sind:
- die Zuordnung von Geräten ist eindeutig – es entstehen keine Probleme mehr, wenn man z. B. die Reihenfolge von zwei angeschlossenen USB-Druckern ändert
- die Benennung der Geräte kann durch den Nutzer gewählt werden; sie bleibt beständig
- für die Ermittlung der Gerätenamen können beliebige Verfahren zur Anwendung kommen, neben statischen Listen und Regeln z. B. auch die Abfrage einer externen Datenbank, wodurch sich beispielsweise Geräte innerhalb eines Unternehmensnetzwerkes – durch ihre Seriennummer identifiziert – einheitlich verhalten
- die Benennung ist Linux-Standard-Base-konform

## Nachteile
Ein bewusst abgewägter Nachteil von udev besteht darin, dass es im Gegensatz zu devfs beim Aufruf eines /dev-Knotens nicht automatisch die entsprechenden Gerätetreiber lädt.
Funktioniert beim Einstecken eines Gerätes HotPlug nicht richtig und lädt die benötigten Treiber nicht, können diese nicht mit udev nachgeladen werden.